# Maurice Maréchal (violoncelliste)
Pour les articles homonymes, voir Maurice Maréchal et Maréchal.
Maurice Maréchal, né à Dijon le 3 octobre 1892 et mort à Paris 16e le 19 avril 1964, est un violoncelliste français.

## Biographie

### Jeunesse et formation
Maurice Maréchal est né à Dijon le 3 octobre 1892. Il est le fils de Jules Jacques Maréchal employé aux Postes et Télégraphes et de Marthe Justine Morier son épouse.
Après avoir étudié au conservatoire de sa ville natale, il entre en 1905 au Conservatoire de Paris où il remporte son premier prix de violoncelle en 1911. 

### Première Guerre mondiale
Trois ans plus tard, la France entre en guerre ; Maurice Maréchal était depuis octobre 1913 incorporé au 74e régiment d'infanterie de Rouen dans le cadre de la Loi des Trois ans. Âgé de 22 ans, il est mobilisé (matricule 4684, classe 12, soldat de 2e classe, brancardier et agent de liaison cycliste) au 274e régiment d'infanterie. Il raconte son quotidien d'août 1914 à février 1919 dans ses carnets intimes. Quelques-unes de ses lettres sont édités dans le livre Paroles de Poilus. 
Deux camarades de régiment, Antoine Neyen (1877-1915) et Albert Plicque (1885-1915), lui confectionnent entre mai et juin 1915 un violoncelle de fortune avec du bois de récupération. Maurice Maréchal le surnommera le « Poilu »,, et le jouera lors d'offices religieux ou pour des officiers entre juin 1915 et octobre 1916. Au sein de la 5e division d'infanterie de Mangin, mélomane qui encourage la musique, il fait la connaissance d'autres musiciens comme Gustave Cloëz ou le pianiste Henri Magne et forme avec Lucien Durosoir au premier violon, Henri Lemoine au second violon et André Caplet à l'alto, un quatuor qui se produit devant l'état-major,. 
Il a obtenu la Croix de Guerre en 1916.

### Carrière musicale

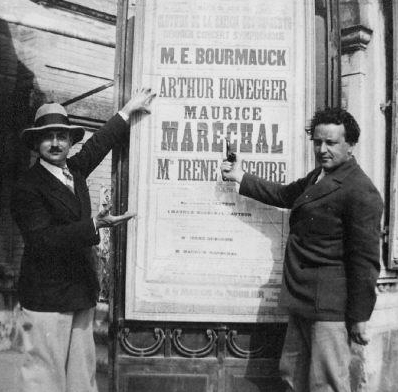
Maurice Maréchal et Arthur Honegger à Lyon en 1931.

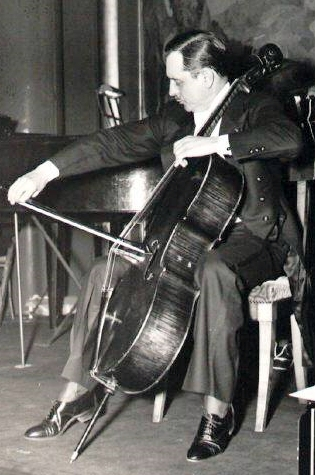
Maurice Maréchal au violoncelle.

Classe de violoncelle à Dijon

Après la guerre, Maurice Maréchal intègre en 1919 les Concerts Lamoureux pour un an. On le retrouve en 1926 dans l'Orchestre de New York. Il entame alors une carrière de soliste qui le mène sur tous les continents. Son ami Émile Poillot l'accompagne au piano lors de plusieurs tournées en Espagne (1925 et 1926), en France (1928), à Singapour (lundi 7 août 1933) et aux Indes néerlandaises (août et septembre 1933).
En 1942, il est nommé professeur au Conservatoire de Paris, poste qu'il quitte un an avant sa mort qui survient en 1964, alors qu'il est âgé de 72 ans. Parmi ses élèves figurent Christine Walevska, Alain Lambert, Jean Deplace et Alain Meunier.
Il a créé notamment la Sonate pour violon et violoncelle de Maurice Ravel, l'Épiphanie d'André Caplet, les concertos d'Arthur Honegger et de Darius Milhaud.
Ses neuf carnets intimes, rassemblés avec des lettres de Lucien Durosoir, sont parus en 2005 dans un ouvrage intitulé Deux musiciens dans la Grande Guerre. Son élève Alain Lambert lui a consacré un livre, Maurice Maréchal, la voix du violoncelle.            

« Le 19 avril 1964 disparaissait Maurice Maréchal. Quarante ans après ma mémoire garde l'émotion de la première rencontre en 1960, et de son regard extraordinaire. Mon admiration a été immédiate pour ce maître auprès duquel chaque cours était un moment hors du temps. Je n'en aurais manqué un seul sous aucun prétexte, quitte à faire plusieurs kilomètres à pied, le violoncelle au bout du bras, un jour de grève des transports. [...] Avant ou après les cours, il me parlait de ses concerts, de ses tournées, de ses élèves durant la guerre, ou de ceux qui commençaient leur carrière et dont il était fier, Quand il prenait mon violoncelle, comme mon instrument sonnait ! Et dans l'émotion, je me surpassais, mais à la maison, mon violoncelle avait oublié, et je devais chercher. Puis il y a eu la maladie, l'hôpital américain et ensuite les cours dans la chambre monacale, mais toujours cette générosité et cette attention. J'ai toujours parlé de Maréchal à mes élèves. »

Maurice Maréchal est décédé le 19 avril 1964 à son domicile 6, rue Freycinet à Paris 16e des suites d'une opération du rein. Ses obsèques ont eu lieu en la cathédrale Saint-Bénigne de Dijon le 22 avril ; il est inhumé au cimetière des Péjoces à Dijon.

## Décorations
Maurice Maréchal était officier de la Légion d'Honneur et titulaire de la Croix de Guerre.